# Sociedad de responsabilidad limitada (México)
La Sociedad de responsabilidad limitada (S. de R. L.), en México, es la sociedad mercantil que surgió para eliminar las restricciones y exigencias de la sociedad anónima, que se constituye mediante una razón social o denominación y en donde la participación de los socios se limita al monto de su aportación representada mediante partes sociales o de interés y nunca mediante acciones.
El marco legal de la S. de R. L. son los artículos 58 al 86 de la Ley General de Sociedades Mercantiles (LGSM), pero en este último se establece también la aplicación de algunos artículos de la Sociedad en Nombre Colectivo.

## Características
Constituye un tipo social que sin alejarse plenamente de los esquemas propios de las sociedades de personas; como es el conocimiento personal de los socios, un número máximo autorizado de ellos (50 actualmente), cierta limitación para transferir a terceros la participación social el derecho del tanto, entre otras, contiene por otro lado, aspectos que la acercan a las sociedades capitalistas, en donde se destaca la limitación de la responsabilidad de los socios a la simple obligaciones sociales.   El capital social será el que establezca el contrato social y éste se dividirá en partes sociales que podrán ser de valor y categoría desiguales, pero que en todo caso serán un múltiplo de un peso (art.62LGSM).

## Derechos de los socios
El primero de los derechos es el del reconocimiento de su calidad de socio, y es por ello que el artículo 73 establece que llevará un libro especial de socios, en el cual se inscribirá el nombre y el domicilio de cada uno, con indicación de sus aportaciones, y la transmisión de las partes sociales.
Derecho del Tanto: Consiste en que cuando se autorice la cesión a favor de una persona extraña de la sociedad, los socios tendrán derecho preferencial para adquirirlo.
Derecho a Heredar: Consiste en que un socio pueda heredar su parte social sin la necesidad del consentimiento de los otros socios (como sucede en las sociedades de personas).
Patrimoniales: consiste en que los socios participen de las utilidades que las sociedades obtengan anualmente, proporcionalmente al monto de su aportación. Y de participar también en la cuota final de liquidación.
Corporativos: Destacan desde luego el derecho que tienen los socios de participar en las deliberaciones de la sociedad mediante el voto, así como formar parte de los órganos de la sociedad: en la administración como gerentes o en el consejo de vigilancia, para el caso en que ésta se conforme.

## Órganos Sociales

### La asamblea
El artículo 77 expresa que la asamblea de los socios es el órgano supremo de la sociedad. Sus resoluciones se tomarán por mayoría de votos de los socios que representen, por lo menos, la mitad del capital social, a no ser que el contrato social exija una mayoría más elevada. Salvo estipulación en contrario, si esta cifra no se obtiene en la primera reunión, los socios serán convocados por segunda vez, tomándose las decisiones por mayoría de votos, cualquiera que sea la porción del capital representado.

#### Tipos de acuerdos
- Acuerdos ordinarios: Son todos aquellos acuerdos que pueden ser adoptados por la mayoría común (Art. 77).
- Acuerdos extraordinarios: Los que requieren la aprobación de los socios que representen un más elevado capital social: tres cuartas partes para la modificación del contrato social; unanimidad para el cambio del objeto o de las que determinen el aumento de las obligaciones de los socios (Art. 83).

### La administración
El artículo 74 señala que la administración de las sociedades de responsabilidad limitada estará a cargo de un gerente  o un consejo de gerentes que podrán ser socios o personas extrañas a la sociedad, designados temporalmente o por tiempo indeterminado. Salvo pacto en contrario, la sociedad tendrá el derecho para revocar en cualquier tiempo a sus administradores.

### La vigilancia
Es un cargo eventual, porque puede o no constituirse y, en su caso, corresponde al consejo de vigilancia, que puede estar integrado por socios o por personas ajenas a la sociedad.

## Regulación
En México, la sociedad de Responsabilidad Limitada está regulada por la Ley General de Sociedades Mercantiles, publicada en el Diario Oficial de la Federación con fecha 3 de agosto de 1934.
La Sociedad de responsabilidad limitada (S. de R. L.), en México, es la sociedad mercantil intermedia que surgió para eliminar las restricciones y exigencias de la sociedad anónima, que se constituye mediante una razón social o denominación y en donde la participación de los socios se limita al monto de su aportación representada mediante partes sociales o de interés y nunca mediante acciones.
El marco legal de la S. de R. L. son los artículos 58 al 86 de la  Ley General de Sociedades Mercantiles (LGSM), pero en este último se establece también la aplicación de algunos artículos de la Sociedad en Nombre Colectivo.
Constituye un tipo social que sin plenamente de los esquemas propios de las sociedades de personas; como es el conocimiento personal de los socios, un número máximo autorizado de ellos (50 actualmente), cierta limitación para transferir a terceros la participación social, instituyendo en tal supuesto el derecho del tanto, entre otras. Contiene por otro lado aspectos que la acercan a las sociedades capitalistas, en donde se destaca la limitación de la responsabilidad de los socios a la simple aportación, por las obligaciones sociales.

## Causas de disolución
Cuando ocurran pérdidas que reduzcan el capital por debajo del 50%, también cuando el número de socio exceda de 50, por vencimiento del término previsto para su duración en el control, si no fuese programado válidamente antes de su expiración.